# هلنیک سیویز
هلنیک سیویز (انگلیسی: Hellenic Seaways) شرکت کشتیرانی یونانی است، که در سال ۲۰۰۵ تأسیس شد.